# Мала Білозерка
Мала́ Білозе́рка (до 1923 — Верхня Білозерка) — село в Україні, у Василівському районі Запорізької області. Центр Малобілозерської сільської ради. Населення становить 5949 осіб.

## Географія

### Географія

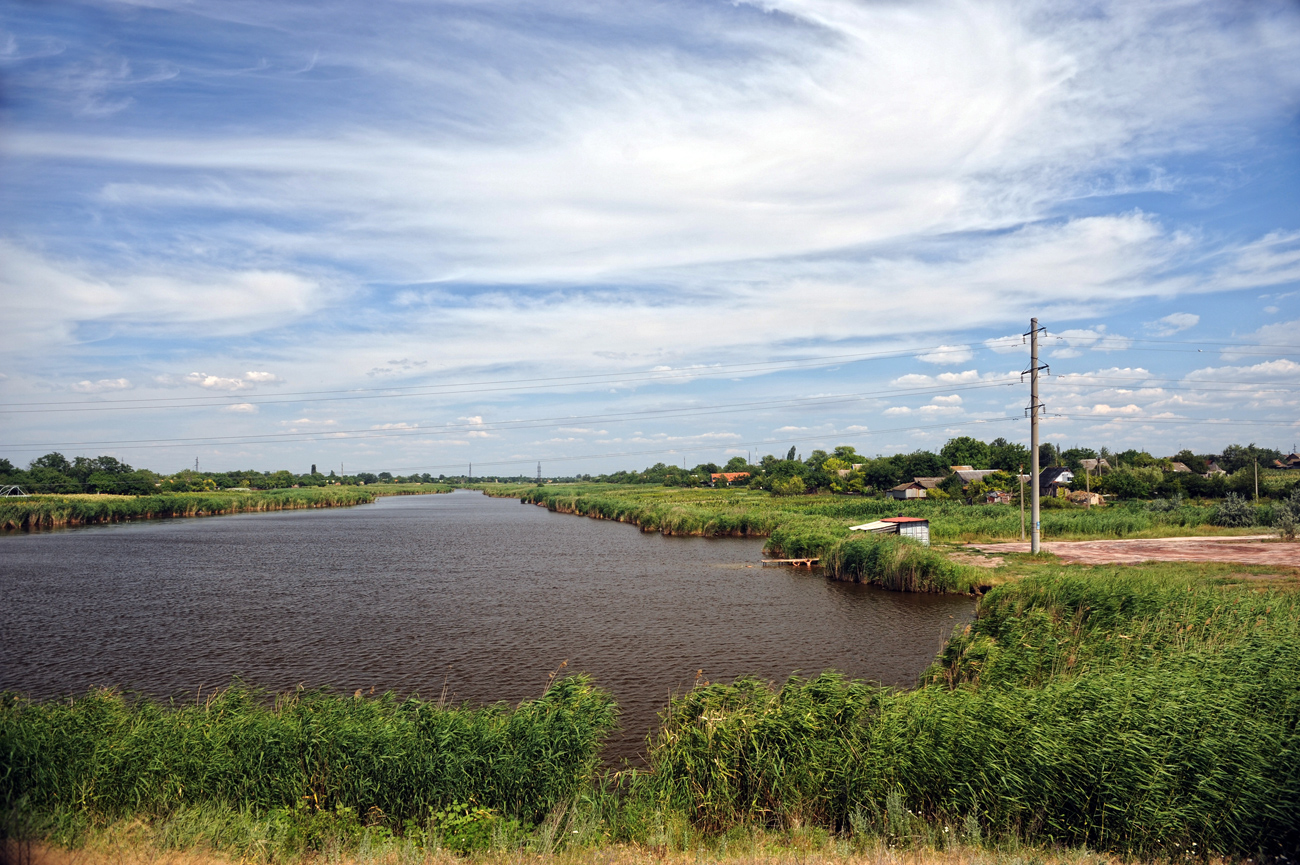

Село Мала Білозерка лежить в балці на о
дному з витоків річки Велика Білозерка, на відстані 2,5 км від сіл Ульянівка та Новобілозерка. На річці велика загата. Через село проходять автомобільні дороги Т 0810, Т 0817 та залізниця, станція Мала Білозерка за 1,5 км. На західній околиці села бере початок балка Велика Вербова.

### Корисні копалини
На північно-східній околиці села знайдено багаті поклади високоякісної залізної руди. Зустрічається подекуди глина, яку використовують для місцевих потреб.

## Історія
Засноване село на початку XIX ст. Першими поселенцями були 13 козацьких сімей із сіл Мохнівки, Кропивного та Сергіївки Стародубського повіту Чернігівської губернії, яким дозволили оселитись на вільних землях. Свої курені вони побудували у верхів'ї річки Білозерки і назвали слободу Верхньою Білозеркою. Пізніше сюди прибуло багато державних селян з Полтавської, Курської та інших губерній. Перші поселенці вважали своєю землю на ЗО верст довкола.
Напередодні реформи 1861 року у Верхній Білозерці, яка стала волосним центром, налічувалось 760 дворів, де проживало близько 5 тис. чоловік.
Станом на 1886 рік у селі, центрі Верхньо-Білозерської волості Мелітопольського повіту Таврійської губернії, мешкало 7730 осіб, налічувалось 1204 двори, існували православна церква, єврейський молитовний будинок, школа, поштова станція, 5 лавок, 2 бондарні, колісний завод, постоялий двір, проходило 2 ярмарки на рік.
У 1914 році в селі налічувалось 2,3 тис. дворів, у яких проживало понад 18 тис. чоловік.
З 1917 — у складі УНР. З кінця 1918 — під контролем Революційної армії Нестора Махна. З 1922 — постійний комуністичний режим. 1932 більшовики вдалися до терору голодом проти місцевого населення. Старожил села Мархва Богдан згадує:
| Я пережила два голоди, перший, той, що в 1932-33 роках був дуже важкий, мені було тільки чотирнадцять років, а другий після війни, у мене вже було троє діток. В голоді, мабуть, винуваті власті, зараз говорять, що Сталін. У людей, вирощене в полі і на городі забирали активісти, комсомольці молоді. Приходили без ніяких документів, ми ж їх знали добре, без зброї, у руках мали штики гострі. Продукти ми ховали у чулках, у димарці підвішували, макітру з вижарками від баранячого жиру заховали у римбі, бо нам повідомили, що скоро прийдуть до нас. Хлопці-активісти прийшли до нас увечері і вивели корову, це був Шулежко Никифор. З ним був Різніченко Іван. Ми плакали за нею. Приходили по двоє, по троє. Продукти ховали в хаті, у ямі під долівкою, на городі в ямах. Ми дівчата були дуже молоденькими, їсти хотілося завжди, а треба було в полі полоти. Обідати давали по півлітра кисляку... |
17 березня 2015 року у селі невідомими патріотами було завалено пам'ятник Леніну.

## Населення

### Мова
Розподіл населення за рідною мовою за даними перепису 2001 року:
| Мова            | Кількість | Відсоток |
| --------------- | --------- | -------- |
| українська      | 5467      | 91.90%   |
| російська       | 427       | 7.18%    |
| вірменська      | 18        | 0.30%    |
| білоруська      | 9         | 0.15%    |
| румунська       | 8         | 0.13%    |
| угорська        | 1         | 0.02%    |
| інші/не вказали | 19        | 0.32%    |
| Усього          | 5949      | 100%     |

## Економіка
- Запорізький залізорудний комбінат, ЗАТ.
- Агровиробнича фірма ім. Чапаєва.
- Агрофірма «Білозерка».
- ВАТ «Знамено».

## Об'єкти соціальної сфери
- 4 школи
- Малобілозерська естетична гімназія «Дивосвіт»
- Музична школа.
- Лікарня.
- Фельдшерсько-акушерський пункт.
- 3 дитячих садочки.

## Відомі люди
Уродженцями села є
- Зелінський Гавриіл Вікторович (1976—2014) — старший лейтенант Збройних сил України, учасник російсько-української війни.
- Жуков Олександр Ігорович (1986—2017) — солдат Збройних сил України, учасник російсько-української війни.
- Коломієць Олексій Олександрович, учасник німецько-радянської війни, кавалер ордена Червоної Зірки, 43 роки працював в Малобілозерській ЗОШ.
- Харченко Федір Олексійович — Герой Радянського Союзу.[3]
- Шмітько Олександр Григорович (1954) — генерал-майор Служби безпеки України.
- Шумилова Галина Іванівна (1942) — солістка Державного заслуженого академічного народного хору імені Г. Г. Верьовки, народна артистка України.